# (6390) Hirabayashi
(6390) Hirabayashi (1990 BG1) – planetoida z pasa głównego asteroid okrążająca Słońce w ciągu 4,89 lat w średniej odległości 2,88 j.a. Odkryta 26 stycznia 1990 roku.